# Communauté de communes du Pays de Gueugnon
La Communauté de communes du Pays de Gueugnon (en español: comunidad de comunas del País de Gueugnon) es una antigua mancomunidades francesas, ubicada en el departamento de Saona y Loira y la región de Borgoña-Franco Condado.

## Composición
Reagrupa 12 comunas:
| - Gueugnon - La Chapelle-au-Mans - Clessy - Curdin - Dompierre-sous-Sanvignes - Marly-sur-Arroux | - Neuvy-Grandchamp - Rigny-sur-Arroux - Saint-Romain-sous-Versigny - Toulon-sur-Arroux - Uxeau - Vendenesse-sur-Arroux |  |